# Plectorhagada meilgana
Plectorhagada meilgana är en snäckart som beskrevs av Alan Solem 1997. Plectorhagada meilgana ingår i släktet Plectorhagada och familjen Camaenidae. Inga underarter finns listade i Catalogue of Life.